# ラグビーポルトガル代表
ラグビーポルトガル代表（ポルトガル語: Seleção Portuguesa de Rugby Union）は、ポルトガルラグビー連盟によるラグビーユニオンのナショナルチームである。愛称の「オス・ロボス（Os Lobos）」はポルトガル語で、オオカミという意味。

## 概要
最初のテストマッチは1935年4月13日のスペイン戦。
ティア2を中心としたヨーロッパインターナショナルチャンピオンシップ2003-2004で優勝。
ワールドカップ2007に向けた地区予選では、プレーオフに進みモロッコとウルグアイを下し、初出場を果たす。本大会では、ニュージーランドに13－108、スコットランドに10－56、イタリアに5－31、ルーマニアに10－14となり、全敗でプール戦を終えた。
2019年6月から、元フランス代表選手のパトリス・ラジスケがヘッドコーチをつとめる。
2021年11月13日、首都リスボンの北に位置するコインブラ（エスタディオ・シダーデ・デ・コインブラ(コインブラ市営スタジアム)）で日本代表と初対戦。25-38で破れたが、日本側が多くの反則を出し、善戦した。
2022年、ワールドカップ2023最終予選で1位となって16年ぶりのワールドカップ出場を決めた。
2023年のワールドカップ本大会ではプール戦で敗退したが、最終戦でフィジー代表を24-23で下しワールドカップ初勝利を挙げた。

## ワールドカップの成績
- 1987年 - 不参加
- 1991年 - 地区予選敗退
- 1995年 - 地区予選敗退
- 1999年 - 地区予選敗退
- 2003年 - 地区予選敗退
- 2007年 - プール戦敗退
- 2011年 - 地区予選敗退
- 2015年 - 地区予選敗退
- 2019年 - 地区予選敗退
- 2023年 - プール戦敗退
- 2027年 - 本大会出場

## 選手

### 現在の代表
オス・ロボススコッド
- ヘッドコーチ :  シモン・マニックス（英語版）
- キャプテン : トマス・アップルトン

| 選手                                 | ポジション     | 誕生日 (年齢)          | キャップ | チーム                                   |
| ------------------------------------ | -------------- | ---------------------- | -------- | ---------------------------------------- |
| ルカ・ベギック                       | フッカー       | 2001年1月19日（24歳）  | 9        | モン＝ド＝マルサン                       |
| ルーカス・ダシルバ                   | フッカー       | 1997年12月19日（27歳） | 0        | CAブリーヴ                               |
| サンティアゴ・ロペス                 | フッカー       | 2002年2月5日（23歳）   | 1        | カスカイス                               |
| ヌノ・マスカレーナス                 | フッカー       | 1998年5月18日（26歳）  | 24       | カスカイス                               |
| ペドロ・ビセンテ                     | フッカー       | 2002年11月7日（22歳）  | 8        | ルシタノスXV                             |
| アンソニー・アウヴェス               | プロップ       | 1989年6月23日（35歳）  | 37       | モン＝ド＝マルサン                       |
| ルイス・アヴィデス                   | プロップ       | 2004年4月7日（20歳）   | 0        | CDUP                                     |
| ダヴィー・コスタ                     | プロップ       | 1999年7月5日（25歳）   | 33       | ルシタノスXV                             |
| アベル・ダ・クンハ                   | プロップ       | 2002年1月13日（23歳）  | 7        | ルシタノスXV                             |
| ディオゴ・フェレイラ                 | プロップ       | 1996年10月17日（28歳） | 48       | USダクス                                 |
| ジョゼ・ラヴォス                     | プロップ       | 2005年4月18日（19歳）  | 0        | カスカイス                               |
| アントニオ・マチャドサントス         | プロップ       | 1998年6月9日（26歳）   | 8        | アルコベンダス                           |
| マルシオ・ピンへイロ                 | プロップ       | 1999年4月14日（25歳）  | 0        | ベンフィカ                               |
| アントニオ・プリム                   | プロップ       | 2002年12月7日（22歳）  | 11       | ルシタノスXV                             |
| コーディ・トーマス                   | プロップ       | 1996年3月1日（29歳）   | 3        | FCグルノーブル                           |
| マーティン・ベロ                     | ロック         | 2000年9月27日（24歳）  | 14       | ルシタノスXV                             |
| ギリェルメ・コスタ                   | ロック         | 2004年10月13日（20歳） | 0        | CRテクニーロ                             |
| ジュゼー・マデイラ                   | ロック         | 2001年3月19日（24歳）  | 42       | FCグルノーブル                           |
| セルギオ・モレイラ                   | ロック         | 2000年7月11日（24歳）  | 0        | ベンフィカ                               |
| ドゥアルテ・ヌニェス                 | ロック         | 2005年5月11日（19歳）  | 0        | ディレイト                               |
| アントニオ・レベーロ・デ・アンドラデ | ロック         | 2000年12月12日（24歳） | 4        | アグロノミア                             |
| ジョゼ・レベーロ・デ・アンドラデ     | ロック         | 1997年11月24日（27歳） | 23       | アグロノミア                             |
| フランシスコ・アルメイダ             | バックロー     | 2004年10月8日（20歳）  | 0        | CDUL                                     |
| ヴァスコ・バプティスタ               | バックロー     | 1996年10月26日（28歳） | 11       | CDUL                                     |
| フレデリコ・コート                   | バックロー     | 1993年4月24日（31歳）  | 4        | ルシタノスXV                             |
| アンドレ・ダ・コンハ                 | バックロー     | 2004年5月19日（20歳）  | 3        | ルシタノスXV                             |
| ジョアン・グラナーテ                 | バックロー     | 1997年2月21日（28歳）  | 42       | ルシタノスXV                             |
| ニコラス・マルティンス               | バックロー     | 1999年1月18日（26歳）  | 20       | モンペリエ                               |
| ジョセ・モンテイロ                   | バックロー     | 2005年11月8日（19歳）  | 0        | CDUL                                     |
| ディエゴ・ピンへイロルイズ           | バックロー     | 2003年9月1日（21歳）   | 7        | RCマシー                                 |
| ハファエル・シモエス                 | バックロー     | 1991年6月20日（33歳）  | 32       | C.F.Osベレネンセス                       |
| ヒューゴ・カマーチョ                 | スクラムハーフ | 2004年5月27日（20歳）  | 8        | ASベジエ・エロー                         |
| アントニオ・カンポス                 | スクラムハーフ | 2002年2月22日（23歳）  | 2        | ルシタノスXV                             |
| エンゾ・ロペス                       | スクラムハーフ | 2004年8月26日（20歳）  | 0        | バッサン＝ダルカション                   |
| サムエル・マルケス                   | スクラムハーフ | 1988年12月8日（36歳）  | 28       | ASベジエ・エロー                         |
| フランシスコ・ピントマガルハーズ     | スクラムハーフ | 1986年11月5日（38歳）  | 47       | CDUL                                     |
| ヒューゴ・オーブリー                 | フライハーフ   | 2003年1月28日（22歳）  | 7        | ASベジエ・エロー                         |
| ドミンゴス・カブラル                 | フライハーフ   | 2001年8月16日（23歳）  | 4        | ルシタノスXV                             |
| ジョリス・モウラ                     | フライハーフ   | 2000年5月7日（24歳）   | 4        | ヴァランス・ロマンス・ドローム・ラグビー |
| トマス・アップルトン ()              | センター       | 1993年7月29日（31歳）  | 76       | ルシタノスXV                             |
| ガブリエル・アヴィラグネット         | センター       | 2003年9月25日（21歳）  | 1        | SCアルビ                                 |
| ジョゼ・リマ                         | センター       | 1992年4月24日（32歳）  | 66       | ルシタノスXV                             |
| セバスティアオ・スティルウェル       | センター       | 2005年1月13日（20歳）  | 0        | CDUL                                     |
| ギリェルメ・ヴァスコンセロス         | センター       | 2005年3月7日（20歳）   | 0        | ベンフィカ                               |
| ヴァスコ・レイテ                     | ウイング       | 2004年3月18日（21歳）  | 0        | ルシタノスXV                             |
| ロドリゴ・マルタ                     | ウイング       | 1999年11月18日（25歳） | 40       | USコロミエ                               |
| ルーカス・マーティンズ               | ウイング       | 2003年1月16日（22歳）  | 5        | SUアジャン                               |
| ジョゼ・パイヴァ・ドス・サントス     | ウイング       | 2001年4月3日（23歳）   | 7        | ルシタノスXV                             |
| ヴィンセント・ピント                 | ウイング       | 1999年4月10日（25歳）  | 16       | USコロミエ                               |
| ディエゴ・ロドリゲス                 | ウイング       | 2001年3月4日（24歳）   | 0        | C.F.Osベレネンセス                       |
| ラファエレ・ストルティ               | ウイング       | 2000年12月19日（24歳） | 30       | スタッド・フランセ                       |
| シマオ・ベント                       | フルバック     | 2001年6月21日（23歳）  | 16       | モン＝ド＝マルサン                       |
| マヌエル・カルドーゾピント           | フルバック     | 1998年4月7日（26歳）   | 41       | アグロノミア                             |
| ヌノ・ソウザ・ゲデス                 | フルバック     | 1994年11月21日（30歳） | 43       | CDUP                                     |
| マヌエル・ヴァレイロ                 | フルバック     | 2005年1月14日（20歳）  | 2        | ディレイト                               |

※所属、 キャップ数(Cap)は2025年2月3日現在

## ワールドラグビー男子ランキング
ワールドラグビーが発表するデータにもとづく。
| ワールドラグビー男子ランキング 上位30チーム（2025年3月17日時点） | ワールドラグビー男子ランキング 上位30チーム（2025年3月17日時点） | ワールドラグビー男子ランキング 上位30チーム（2025年3月17日時点） | ワールドラグビー男子ランキング 上位30チーム（2025年3月17日時点） |
| 順位                                                             | 変動*                                                            | チーム                                                           | ポイント                                                         |
| ---------------------------------------------------------------- | ---------------------------------------------------------------- | ---------------------------------------------------------------- | ---------------------------------------------------------------- |
| 1                                                                | 増減なし                                                         | 南アフリカ共和国                                                 | 092.78                                                           |
| 2                                                                | 増減なし                                                         | ニュージーランド                                                 | 090.36                                                           |
| 3                                                                | 増減なし                                                         | アイルランド                                                     | 089.83                                                           |
| 4                                                                | 増減なし                                                         | フランス                                                         | 089.51                                                           |
| 5                                                                | 増減なし                                                         | アルゼンチン                                                     | 084.97                                                           |
| 6                                                                | 増減なし                                                         | イングランド                                                     | 084.73                                                           |
| 7                                                                | 増減なし                                                         | スコットランド                                                   | 082.36                                                           |
| 8                                                                | 増減なし                                                         | オーストラリア                                                   | 081.52                                                           |
| 9                                                                | 増減なし                                                         | フィジー                                                         | 080.07                                                           |
| 10                                                               | 増減なし                                                         | イタリア                                                         | 077.77                                                           |
| 11                                                               | 増減なし                                                         | ジョージア                                                       | 074.69                                                           |
| 12                                                               | 増減なし                                                         | ウェールズ                                                       | 073.39                                                           |
| 13                                                               | 増減なし                                                         | 日本                                                             | 072.95                                                           |
| 14                                                               | 増減なし                                                         | サモア                                                           | 072.68                                                           |
| 15                                                               | 増減なし                                                         | アメリカ合衆国                                                   | 070.02                                                           |
| 16                                                               | 1                                                                | スペイン                                                         | 067.34                                                           |
| 17                                                               | 1                                                                | ウルグアイ                                                       | 067.06                                                           |
| 18                                                               | 2                                                                | ポルトガル                                                       | 066.44                                                           |
| 19                                                               | 増減なし                                                         | トンガ                                                           | 065.46                                                           |
| 20                                                               | 増減なし                                                         | ルーマニア                                                       | 064.61                                                           |
| 21                                                               | 増減なし                                                         | チリ                                                             | 061.72                                                           |
| 22                                                               | 4                                                                | ベルギー                                                         | 059.98                                                           |
| 23                                                               | 1                                                                | カナダ                                                           | 059.49                                                           |
| 24                                                               | 1                                                                | 香港                                                             | 059.18                                                           |
| 25                                                               | 増減なし                                                         | ナミビア                                                         | 057.87                                                           |
| 26                                                               | 1                                                                | ブラジル                                                         | 057.16                                                           |
| 27                                                               | 3                                                                | ロシア                                                           | 057.01                                                           |
| 28                                                               | 増減なし                                                         | オランダ                                                         | 056.53                                                           |
| 29                                                               | 増減なし                                                         | ジンバブエ                                                       | 055.26                                                           |
| 30                                                               | 増減なし                                                         | スイス                                                           | 054.10                                                           |
| *前週からの変動                                                  |                                                                  |                                                                  |                                                                  |
| ポルトガルのランキングの推移                                     |                                                                  |                                                                  |                                                                  |
| 生のグラフデータを参照/編集してください.                         |                                                                  |                                                                  |                                                                  |
| 出典: ワールドラグビー 推移グラフの最終更新: 2025年3月17日       |                                                                  |                                                                  |                                                                  |
|                                                                  | 現在、技術上の問題で一時的にグラフが表示されなくなっています。   |                                                                  |                                                                  |